# Académie de la langue asturienne

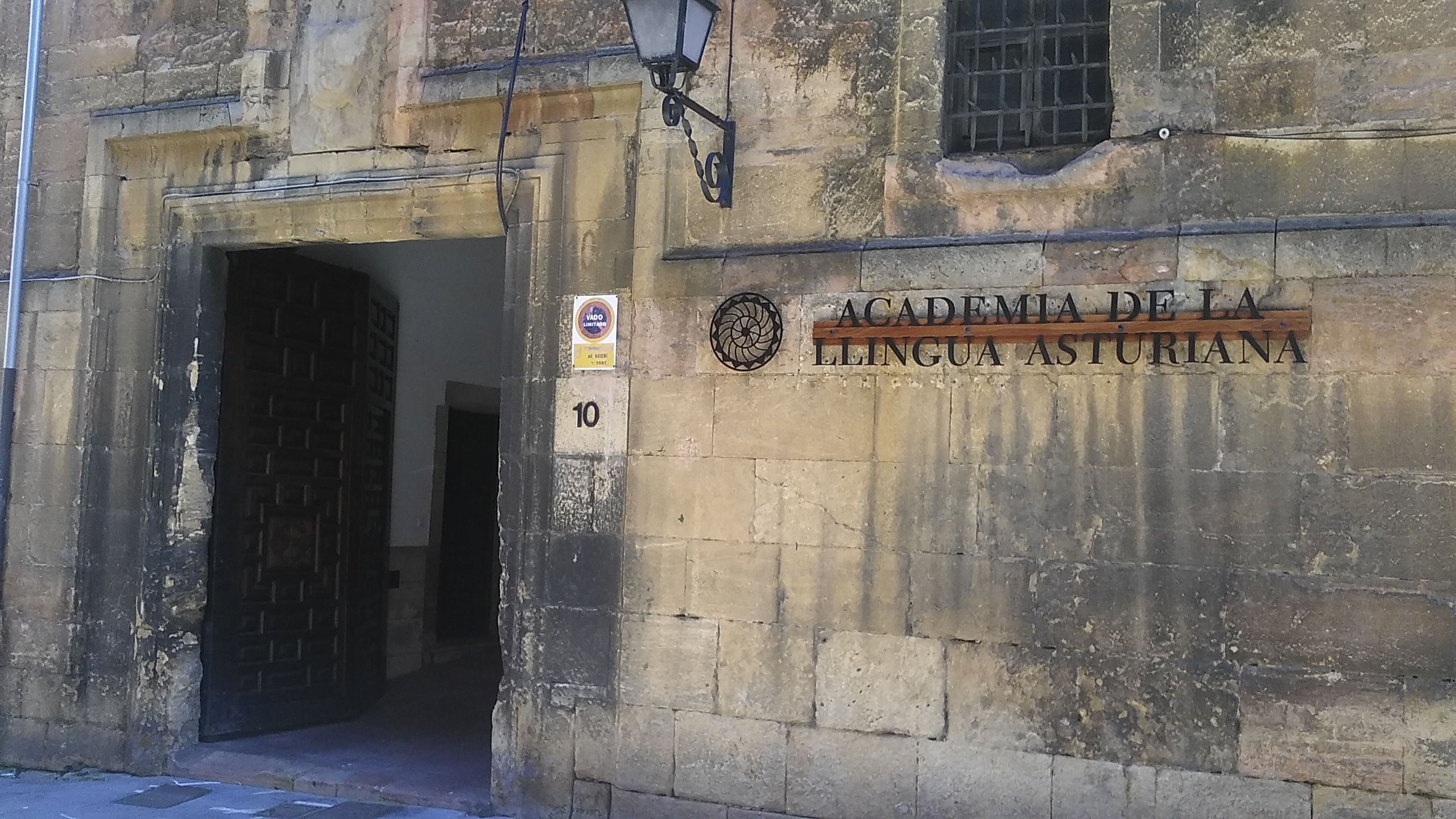
Siège actuel de L'Académie de la langue asturianne à Oviedo

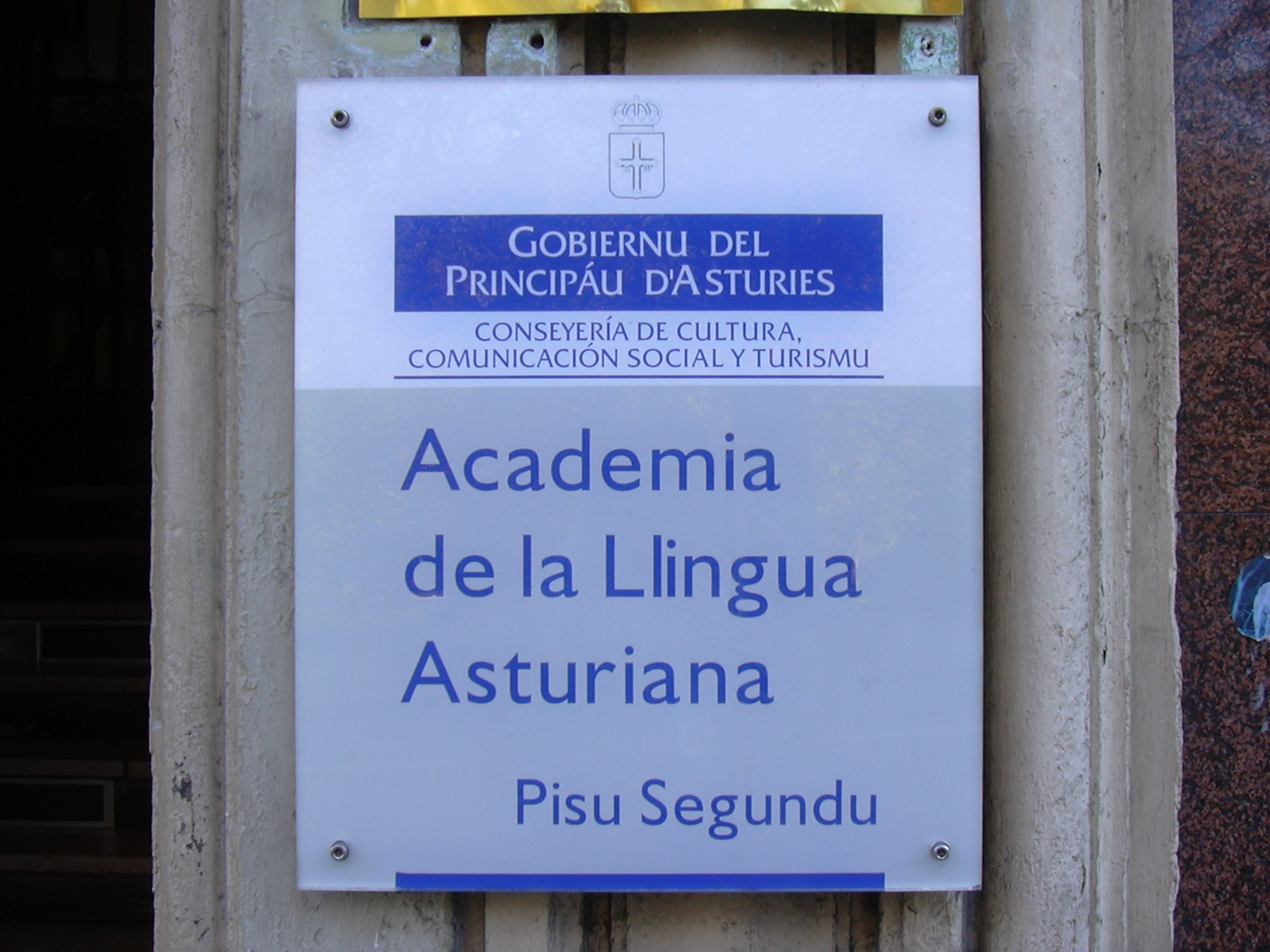
L'Académie de la langue asturianne à Oviedo

L'Académie de la langue asturienne (en asturien : Academia de la Llingua Asturiana ou ALLA) est une institution publique, fondée en 1980 et chargée de la normalisation de tout ce qui concerne la langue asturienne.

## Composition
Elle est composée de 24 académiciens et 20 correspondants.
- Manuel Asur

## Présidents
| Période     | Nom                                |
| 1981-2001   | Xosé Lluis García Arias            |
| 2001        | Miguel Ramos Corrada (par intérim) |
| 2001-2017   | Ana Cano González                  |
| depuis 2017 | Xosé Antón González Riaño          |

## Travaux
Cette institution a publié notamment des normes orthographiques (1981), une grammaire (1998), un dictionnaire (2000) et une histoire de la littérature (2002). Son bulletin, Lletres Asturianes, paraît quatre fois par an.